# گورستان گل چای
گورستان گل چای در شهرستان رودسر، بخش رحیم آباد، روستای صمدآباد واقع شده و این اثر در تاریخ ۲۴ اسفند ۱۳۸۳ با شمارهٔ ثبت ۱۱۷۴۹ به‌عنوان یکی از آثار ملی ایران به ثبت رسیده‌است. این گورستان یکی از جاذبه های توریستی این منطقه است.